# Саариярви (озеро)
Саариярви — озеро на территории Найстенъярвского сельского поселения Суоярвского района Республики Карелия.

## Общие сведения
Площадь озера — 1,2 км². Располагается на высоте 132,9 метров над уровнем моря.
Форма озера лопастная, продолговатая, вытянуто с северо-востока на юго-запад. Берега озера каменисто-песчаные, местами заболоченные.
Через озеро протекает река Тарасйоки. Также в него впадает река Ирста.
В озере расположены шесть безымянных островов.
На северо-западном берегу озера расположен посёлок Найстенъярви.
Код объекта в государственном водном реестре — 01040100111102000016412.

## Панорама

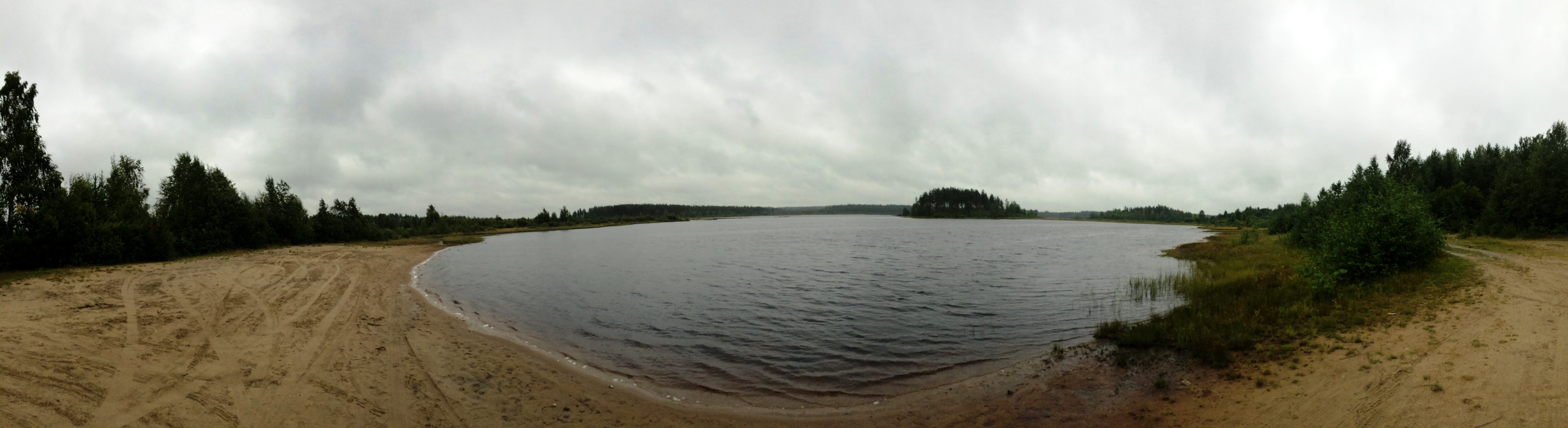
Панорама